# Confrérie de la Saint-Vincent et disciples de la Chanteflûte
La Confrérie de la Saint-Vincent et disciples de la Chanteflûte est une confrérie bachique de Bourgogne basée à Mercurey (Saône-et-Loire). Elle a pour but de faire connaitre l'AOC Mercurey. 

## Historique
La confrérie Saint-Vincent fut créée par Hughes de Suremain, Auguste Raquilet, Jacques Jeannin-Naltet et Louis Menand le 29 décembre 1949, après la fusion des différentes sociétés de secours mutuel : Confrérie Saint Martin et Confrérie Saint Charles. Fin 1971, la confrérie Saint-Vincent souhaitant s'ouvrir à toute la population de la commune et ne pas rester simplement un syndicat de vignerons, élargit son activité et prend le nom de: Confrérie Saint-Vincent et Disciples de la Chanteflûte de Mercurey. L'emblème de la Confrérie est le blason du village de Mercurey " De gueule, au caducée de Mercure en argent chaussé d'or, chargé de deux grappes au naturel à dextre et à senestre " Le collier est celui de la Confrérie . En 2018, le président est Yves De Suremain.

## Les chapitres

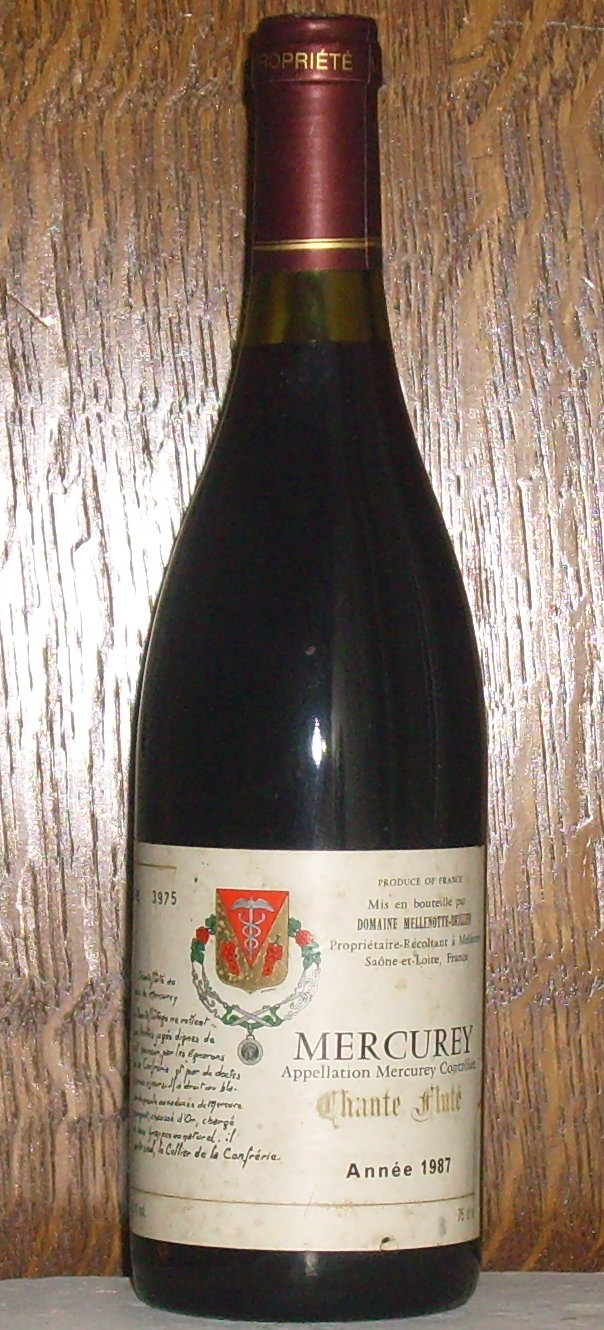
Mercurey chantefluté 1987

La confrérie tient  trois chapitres par an (à la Saint-Vincent fin janvier, au solstice d'été fin juin et à la Paulée de la Côte Chalonnaise fin octobre), où sont intronisés certains amateurs méritants du mercurey. Le siège de la confrérie est sis au Château de Garnerot.

## Le chanteflûtage
Cette confrérie bachique organise deux fois l'an un Chanteflûtage, des vins de la côte-chalonaise passant un concours de dégustation, qui ne sélectionne que les meilleurs vins méritant cette mention. Aux vins sélectionnés est accordée une étiquette numérotée portant le nom du producteur, le millésime et la mention Chantefluté.

## Membres

### Membres actuels
Les membres en 2009 sont : Manuel Bautista, Luc Buliard, Agnès Dewé, Yves de Suremain, Rémy Duchet, Thierry Duréault, Stéphane Gadan, Patrick Guillot, Thierry Jeannin-Naltet, Patrice Mathias, George-Claude Menand, Philippe Menand, Guy Narjoux, François Raquillet, Olivier Raquillet… 

### Anciens membres
Hughes de Suremain, Auguste Raquilet, Jacques Jeannin-Naltet, Louis Menand, Alain Bouillien, Alain Size, Michel Raquillet, Jean Raquillet, Paul Jeannin-Naltet…

## Citation
Les paroles prononcées par le grand flûteux sont : 

« Par Osiris, maître de la vigne en fleurs,
Par Mercure, messager des dieux,
Par Saint-Vincent, patron des vignerons. »

## Sources, bibliographie
- Hubert Duyker : Grands vins de Bourgogne, édition : Fernand Nathan, Paris, 1980, 200 pages,  (ISBN 2-09-284 562-4)
- Paul Jeannin-Naltet : "Mercurey, Histoire, Contes et Légendes : Confrérie Saint Vincent et disciples de la Chanteflute, Mercurey 1985, 160 pages.